# Paul Wendkos
Paul Wendkos (Philadelphia, 20 september 1925 - Malibu, 12 november 2009)  was een Amerikaanse televisie- en filmregisseur.

## Biografie
Na zijn militaire dienst in de Tweede Wereldoorlog en zijn studies aan de universiteit van Columbia met het G.I. Bill-programma, maakte Wendkos z'n eerste documentaire Dark Interlude in 1953 op een school voor blinden.
De eerste speelfilm van Wendkos was The Burglar (1957). Zijn vloeiende cameratechniek werd opgemerkt door Harry Cohn, hoofd van Columbia Pictures, die niet alleen zijn films wenste te verdelen maar Wendkos ook wilde contracteren. Een variatie van films volgde, startend met het misdaaddrama The Case Against Brooklyn, de  oorlogsfilms Tarawa Beachhead en Battle of the Coral Sea, de jeugdfilm Gidget met de twee opvolgers Gidget Goes Hawaiian en Gidget Goes to Rome, en aansluitend Because They're Young.
Wendkos werkte intensief voor televisie, regisseerde vele afleveringen van bekende series zoals Ben Casey, The Invaders en Hawaii Five-O. Toen Wendkos aan I Spy werkte, werd hij ontheven uit het project omdat de producenten de reeds gefilmde afleveringen als "te kunstig" beoordeelden.
In 1968 tekende Wendkos een contract voor vijf films bij Mirisch Productions, startend met de oorlogsfilms Attack on the Iron Coast en Hell Boats, gevolgd door twee westerns die zich in Mexico afspeelde maar in Spanje gefilmd werden: Guns of the Magnificent Seven en Cannon for Cordoba. Hij maakte ook een eerste langspeelfilm voor Quinn Martin: The Mephisto Waltz. Vanaf 1970 tot zijn pensionering in 1999 specializeerde Wendkos zich in tv-films, waaronder The Taking of Flight 847: The Uli Derickson Story (1988), gebaseerd op een TWA-kaping in 1985. Deze film werd bekroond met vijf Emmy-nominaties, waaronder een voor Wendkos zelf.
Wendkos huwde Ruth Bernat op 1 maart 1953 en ze kregen een zoon Jordan. Bernat overleed in juni 1979. In 1983 huwde hij Lin Bolen, voormalig NBC-vicevoorzitter en producent. Ze woonden in Malibu waar hij na een jaren aanslepende ziekte ten gevolge van een hartaanval stierf op 12 november 2009. Hij liet zijn vrouw Lin Bolen Wendkos, zijn zoon Jordan en kleindochter Justine achter.

## Filmografie

### Televisieseries
- Playhouse 90 (1957-1958)
- Behind Closed Doors (1958)
- Alcoa Theatre (1958-1960)
- Five Fingers (1959)
- Law of the Plainsman (1960)
- Tightrope (1960)
- Two Faces West (1960)
- Naked City (1960-1961)
- The Detectives (1960-1962)
- Route 66 (1961)
- The Rifleman (1961-1962)
- The Untouchables (1961-1963)
- Saints and Sinners (1962-1963)
- Dr. Kildare (1962-1964)
- Kraft Suspense Theatre (1963)
- The Dick Powell Show (1963)
- The Greatest Show on Earth (1963)
- Ben Casey (1963-1964)
- Breaking Point (1963-1964)
- Mr. Novak (1964-1965)
- A Man Called Shenandoah (1965)
- Burke's Law (1965)
- Honey West (1965)
- The Big Valley (1965)
- The Wild Wild West (1965)
- I Spy (1965-1966)
- The F.B.I. (1966)
- The Invaders (1967-1968)
- Premiere (1968)
- Hawaii Five-O (1968-1969)
- The Delphi Bureau (1972)
- Hawkins (1973-1974)
- Harry O (1974)
- Archer (1975)
- Medical Story (1975)
- Police Story (1975)
- Harold Robbins' 79 Park Avenue (1977)
- A Woman Called Moses (1978)
- Hagen (1980)
- Boone (1983)
- Celebrity (1984) (mini-serie)
- Blind Faith (1990) (mini-serie)